# Saint-Maximin (Oise)
 Saint-Maximin  es una población y comuna francesa, en la región de Picardía, departamento de Oise, en el distrito de Senlis y cantón de Chantilly.

## Demografía
| 1664 | 1801 | 2100 | 2174 | 2377 | 2399 |
| Para los censos de 1962 a 1999 la población legal corresponde a la población sin duplicidades (Fuente: INSEE [Consultar]) |      |      |      |      |      |